# 圣卢-楠图阿尔
圣卢-楠图阿尔（法語：Saint-Loup-Nantouard，法語發音：[sɛ̃ lu nɑ̃twaʁ]）是法国上索恩省的一个市镇，属于沃苏勒区。该市镇于1972年由原市镇圣卢莱格雷（Saint-Loup-lès-Gray）和楠图阿尔（Nantouard）合并而成。

## 地理
圣卢-楠图阿尔（47°25'31"N, 5°43'30"E）面积7.64 平方千米，位于法国勃艮第-弗朗什-孔泰大區上索恩省，该省份为法国东部内陆省份，北起顺时针与孚日省、贝尔福地区省、杜省、汝拉省、科多尔省和上马恩省接壤。
与圣卢-楠图阿尔接壤的市镇（或旧市镇、城区）包括：索维涅莱格雷、科隆比讷。
圣卢-楠图阿尔的时区为UTC+01:00、UTC+02:00（夏令时）。

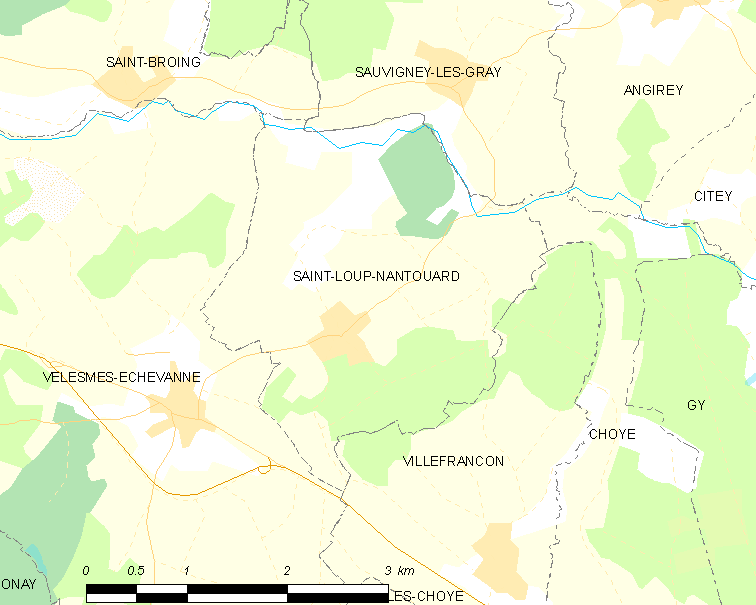
圣卢-楠图阿尔的OSM定位图

## 行政
圣卢-楠图阿尔的邮政编码为70100，INSEE市镇编码为70466。

## 政治
圣卢-楠图阿尔所属的省级选区为格雷县。

## 人口

1962-2008年间圣卢-楠图阿尔人口变化图示

圣卢-楠图阿尔于2022年1月1日时的人口数量为122人。